# Country noir
El country noir, també anomenat rural noir, hillbilly noir, redneck noir, grit lit, hitch lit, local crime, rural crime, novel·la negra rural o polar rural, és un subgènere de la novel·la negra, on l'acció es desenvolupa en un ambient rural.
El country noir no trenca totalment amb la novel·la negra, sinó que agafa molts del seus estereotips i els utilitza en el seu profit, afegint-hi elements de collita pròpia.

## Orígens i història
La primera aparició del terme country noir es va produir el 1996, a la primera edició del cinquè llibre publicat per Daniel Woodrell, titulat Give Us a Kiss: A Country Noir.
Woodrell volia lliurar-se del tòpic d'"escriptor de misteri", però més endavant va renegar de la seva creació:
| «                 | «The therm country noir isn't even worth using any more... I don't want to be required to live up to my own definition.» | «Ja ni tant sols paga la pena utilitzar el terme country noir... No vull que m'exigeixin ésser a l'alçada de la meva pròpia definició» | » |
| — Daniel Woodrell | | |   |

Però no era la primera aparició del country noir. Estretament lligat a la literatura del sud dels Estats Units, les primeres obres literàries que es poden considerar com country noir, es van publicar a la primera meitat del segle xx. Aquest és el cas de novel·les com Santuari de William Faulkner, publicada en 1929, La ruta del tabac (1932) i El petit camp de Déu (1933), ambdues de Erskine Caldwell, o El carter sempre truca dues vegades de James M. Cain, publicada en 1934.
En anys posteriors van aparèixer novel·les emparentades amb el country noir. com 1280 ànimes (1964) de Jim Thompson, Outer Dark (1968) de Cormac McCarthy, o Deliverance de James Dickey en 1970.
La gran expansió del country noir es va produir a partir de la dècada de 1990, amb l'aparició de molts escriptors i escriptores, i no només als Estats Units, sinó a diferents països.

## Característiques

### Als Estats Units
El country noir és un gènere típicament estatunidenc. Encara que s'ha anat obrint a altres països, està molt relacionat amb el western i la literatura del sud dels Estats Units.També se'l pot relacionar amb el gòtic del sud, encara que aquest és més fantasiós i menys violent.
El country noir és, bàsicament, un hard-boiled traslladat a l'àmbit rural. És a dir, encara que és novel·la policíaca, la trama i resolució del conflicte (del delit), passa a un segon pla, deixant el protagonisme a l'ambientació i els personatges.
Els escenaris - l'altiplà Ozarks, els Apalatxes, el sud rural, l'oest mitjà o el sud-oest (sobretot Texas) -, tenen característiques molt concretes: un espai apartat, agrest, comunitats pobres, rurals i amb marcats trets culturals diferents dels típicament estatunidencs. Són llocs on la legalitat, o la seva absència, tenen trets singulars. Com afirma l'editor Fernando Paz: «(...)és un escenari en el que les passions, les revenges, i els instints més primaris, poden trobar-se en un estat més pur que a la ciutat, cada cop més domesticada o abstreta per les xarxes socials».
Pel que respecta als personatges, son obres farcides de "brossa blanca", friquis i rednecks. Però a la vegada són personatges amb varies capes, amb ombres i grisos. Gent amb les seves opcions limitades per diferents aspectes: l'analfabetisme, l'entorn (sovint restrictiu i opressor), moltes vegades un passat violent...Són persones amb les seves pròpies lleis, i utilitzen aquestes o les de veritat segons els interessi. Acostumen a estar fora de la llei, i sobreviuen amb plantacions de marihuana o cuinant metamfetamina, tal com els seus avantpassats es dedicaven a la destil·lació de moonshine (licor il·legal) o al contraband.
Encara que és una literatura predominantment masculina, cada cop surten més escriptores, i també escriptors, que fan dels personatges femenins els més forts i decidits, contra uns personatges masculins més descuidats i rars. La fortalesa d'aquestes dones els permet resistir-se a uns homes més violents i cruels.

### En altres països
Les característiques generals són, si fa no fa, les mateixes arreu del món: el country noir s'apropa al gènere negre des d'una perspectiva rústica, tant per la localització com pels personatges.
En definitiva, el country noir, com altres gèneres literaris, és un terme elàstic i sense límits formals clars, i no està adscrit a una escola estètica concreta.

### Cinema i televisió
L'adaptació de novel·les country noir al cinema i la televisió ha ajudat a una extensió ràpida del gènere.
Encara que des de mitjans del segle xx n´hi ha hagut adaptacions de novel·les que es poden qualificar com country noir - El carter sempre truca dues vegades -, com passa amb la producció literària, a partir de finals del segle xx hi haurà una forta expansió - Sang fàcil (1984) o Fargo, totes dues dels germans Coen, i sense relació amb la literatura -, representada especialment per Winter's Bone (2010), adaptació de la novel·la de Daniel Woodrell i guanyadora de diferents premis, a més de candidata a quatre Premis Oscar.
La majoria de producció cinematogràfica i televisiva al voltant del country noir ha estat estatunidenca, encara que hi han exemples en d'altres països com: Plinio, sèrie espanyola, o Baralla, adaptació francesa de la novel·la 1280 ànimes de Jim Thompson, que trasllada la història a l'Àfrica colonial francesa.

## Artistes i obres decountry noir
| Autor              | Dates       | Títol original                 | Any  | Traducció                           | Notes |
| ------------------ | ----------- | ------------------------------ | ---- | ----------------------------------- | --- |
| Amy Engel          | ? -         | The Familiar Dark              | 2020 | La foscor que coneixes              | |
| Andrea Camilleri   | 1925 - 2019 | La forma dell'acqua            | 1994 | La forma de l'aigua                 | |
| Andreu Martín      | 1949 -      | Jutge i part                   | 1996 |                                     | |
| Antonio Manzini    | 1964 -      | Pista nera                     | 2013 | Pista negra                         | |
| Cormac McCarthy    | 1933 - 2023 | No Country for Old Men         | 2005 | No és pais per a vells              | - Adaptada al cinema com No Country for Old Men. |
| Dolores Redondo    | 1969 -      | El guardián invisible          | 2013 | El guardià invisible                | - Adaptada al cinema com El guardián invisible. |
| Donald Ray Pollock | 1954 -      | The Devil All the Time         | 2011 | El dimoni a cada pas                | - Publishers Weekly Top Ten Books of the Year - Thomas and Lillie D. Chaffin Award - Grand Prix de Littérature Policière - Prix Mystère de la critique |
| Donald Ray Pollock | 1954 -      | The Heavently Table            | 2016 | El banquet celestial                | - International Category Deustcher Krimi Preis |
| Erskine Caldwell   | 1903 - 1987 | Tobacco Road                   | 1932 | La ruta del tabac                   | - Adaptada al cinema com Tobacco Road. |
| Erskine Caldwell   | 1903 - 1987 | God's Little Acre              | 1933 | El petit camp de Déu                | - Adaptada al cinema com God's Little Acre. |
| Franck Bouysse     | 1965 -      | Grossir le ciel                | 2014 | El diable no viu a l'infern         | - Prix Polar Michel-Lebrun 2015 - Prix SNCF 2017 |
| Franck Bouysse     | 1965 -      | Né d'aucune femme              | 2019 | Nascut de cap dona                  | - Prix des libraires - Prix Babelio-Literature Française.                                                                                              |
| James Crumley      | 1939 - 2008 | The Wrong Case                 | 1975 | El cas equivocat                    | |
| James Crumley      | 1939 - 2008 | The Last Good Kiss             | 1978 | L'últim petó autèntic               | |
| James Crumley      | 1939 - 2008 | Dancing Bear                   | 1983 | L'ós dansaire                       | |
| James M. Cain      | 1892 - 1977 | The Postman Always Rings Twice | 1934 | El carter sempre truca dues vegades | - Adaptada al cinema com El carter sempre truca dues vegades en 1946 i en 1981.                                                                        |
| Jaume Fuster       | 1945 - 1998 | La corona valenciana           | 1982 | 6nbsp;                              | |
| Jim Thompson       | 1906 - 1977 | Cropper's Cabin                | 1952 | La casa del parcer                  | |
| Jim Thompson       | 1906 - 1977 | The Killer Inside Me           | 1952 | L'assassí dins meu                  | - Adaptada al cinema com The Killer Inside Me dues vegades: 1976 i 2010.                                                                               |
| Jim Thompson       | 1906 - 1977 | A Hell of a Woman              | 1954 | Un dimoni de dona                   | - Adaptada al cinema com Série noire. |
| Jim Thompson       | 1906 - 1977 | The Kill-Off                   | 1957 | L'assassinat                        | - Adaptada al cinema com The Kill-Off i com a El dimoni sota la pell.                                                                                  |
| Jim Thompson       | 1906 - 1977 | The Getaway                    | 1958 | La fugida                           | - Adaptada al cinema com La fugida en 1972 i en 1994.                                                                                                  |
| Jim Thompson       | 1906 - 1977 | Pop. 1280                      | 1964 | 1280 ànimes                         | - Adaptada al cinema com Baralla. |
| Jordi Cervera      | 1959 -      | Mosques                        | 2005 |                                     | |
| Josep Torrent      | 1956 -      | 996                            | 2016 |                                     | |
| Margarida Aritzeta | 1953 -      | El verí                        | 2002 |                                     | |
| Miquel Aguirre     | 1964 -      | Els morts no parlen            | 2015 |                                     | |
| Nic Pizzolatto     | 1975 -      | Galveston                      | 2010 | Galveston                           | - Adaptada al cinema com Galveston. |
| Ramon Solsona      | 1950 -      | Allò que va passar a Cardós    | 2016 |                                     | - Premi Joaquim Amat-Piniella 2018. |
| Salvador Balcells  | 1946 -      | Procés enverinat               | 2016 |                                     | |
| Sebastià Bennassar | 1976 -      | El pais dels crepuscles        | 2013 |                                     | |
| Silvia Mayans      | ? -         | Cap llàgrima sobre la tomba    | 2014 |                                     | |
| Valerià Pujol      | 1952 - 1992 | Terra de crims                 | 1987 |                                     | |
| William Faulkner   | 1897 - 1962 | Sanctuary                      | 1931 | Santuari                            | |
| William Faulkner   | 1897 - 1962 | Intruder in the Dust           | 1948 | Intrús en la pols                   | - Adaptada al cinema com Intruder in the Dust. |

## Pel·lícules decountry noir
| Títol                               | Títol original                 | Any  | Pais   | Director             | Repartiment                           | Notes |
| ----------------------------------- | ------------------------------ | ---- | ------ | -------------------- | ------------------------------------- | --- |
| Baralla                             | Coup de Torchon                | 1981 | França | Bertrand Tavernier   | - Philippe Noiret - Isabelle Huppert  | Basada en 1280 ànimes de Jim Thompson. - Nominada a l'Oscar a la millor pel·lícula de parla no anglesa.                    |
| Comancheria                         | Hell or High Water             | 2016 | EEUU   | David Mackenzie      | - Jeff Bridges - Chris Pine           | - 4 nominacions Oscar - 3 nominacions BAFTA - 1 nominació Globus d'Or.                                                     |
| Cor salvatge                        | Wild at Heart                  | 1990 | EEUU   | David Lynch          | - Nicolas Cage - Laura Dern           | - Basada en Wild at Heart de Barry Gifford. - Palma d'Or al Festival de Canes de 1990.                                     |
| Deliverance                         | Deliverance                    | 1972 | EEUU   | John Boorman         | - Burt Reynolds - Jon Voight          | - Basada en Deliverance de James Dickey. - 3 nominacions a l'Oscar - 5 nominacions al Globus d'Or - 3 nominacions al BAFTA |
| El carter sempre truca dues vegades | The Postman Always Rings Twice | 1981 | EEUU   | Bob Rafelson         | - Jessica Lange - Jack Nicholson      | - Basada en El carter sempre truca dues vegades de James M. Cain.                                                          |
| El dimoni sota la pell              | The Killer Inside Me           | 2010 | EEUU   | Michael Winterbottom | - Casey Affleck - Jessica Alba        | - Basada en The Killer Inside Me de Jim Thompson.                                                                          |
| Fargo                               | Fargo                          | 1996 | EEUU   | Germans Coen         | - Frances McDormand - William H. Macy | - 2 Oscar - 1 BAFTA |
| Llavis ardents                      | The Hot Spot                   | 1990 | EEUU   | Dennis Hopper        | - Don Johnson - Virginia Madsen       | |
| El petit cementiri                  | God's Little Acre              | 1958 | EEUU   | Anthony Mann         | - Robert Ryan - Tina Louise           | Basada en El petit camp de Déu de Erskine Caldwell.                                                                        |
| Conspiració a Red Rock West         | Red Rock West                  | 1993 | EEUU   | John Dahl            | - Nicolas Cage - Lara Flynn Boyle     | |
| Sang fàcil                          | Blood Simple                   | 1984 | EEUU   | Germans Coen         | - John Getz - Frances McDormand       | - Premi del Jurat al Festival de Cinema de Sundance - 2 Independent Spirit                                                 |
| Winter's Bone                       | Winter's Bone                  | 2010 | EEUU   | Debra Granik         | - Jennifer Lawrence - John Hawkes     | - Basada en Winter's Bone de Daniel Woodrell. - 2 Premios del Festival de Sundance - 4 nominaciones a l'Oscar.             |